# Kisszabó Gábor
Kisszabó Gábor (Budapest, 1959. október 23. –) basszusgitáros, zenész, kulturális menedzser.

## Pályafutása, zenei tanulmányok
A Kisszabó család a Pusztaszeri úton lakott, ahonnan 1963-ban költöztek az akkor megépült József Attila-lakótelepre. Itt járt óvodába és általános iskolába.
- 1966–1974: Általános Iskola – József Attila-lakótelep
- 1967–1974: klasszikus gitár
- 1974–1978: Piarista Gimnázium –zenekarok alapítása – Beatmisék (barátai és zenekari társai: Bogdán Csaba – Beatrice, Solaris, Első Emelet, Gömöry Zsolt– Edda, Bátor Tamás – operaénekes
- 1976–1977: Vasutas Zeneiskola – basszusgitár-képzés
- 1977–1978: Országos Szórakoztató Zenei Központ – basszusgitáros képzés, könnyűzenei működési engedély megszerzése
- 2000: Országos Rendező Iroda – vizsga és működési Engedély
- 1979-től: Eötvös Loránd Tudományegyetem Jogi Kara – nem végezte el annak ellenére, hogy édesapja, nagyapja is jogász volt
- 1983–1984: Zeneakadémia – klasszikus hangképzés
- 1983–1985: Jazz Konzervatórium – magánoktatás, könnyűzenei hangképzés
- 2005-2006 nagybőgő tanulmányok, tanára  Balázs Gábor, Magyar Rádió Stúdió 11

## Zenekarok, zenei megjelenések
- 1974. beatmise zenekar, tagok: Papp Imre és Váradi József
- 1974-78 piarista beatmise zenekar: Bogdán Csaba, Bátor Tamás, Marjai József, valamint Gömöri Zsolt billetyűs hangszerek
- 1978–1980: Ozirisz – rockzenekar Nagyfi Lacival és Gigor Károllyal
- 1980–1985: Solaris együttes
- 1982–1987: Első Emelet
- 1987–1989: Step együttes
- 1989-től  napjainkig: Első Emelet
- 1992: Kisszabó Gábor szólóalbumának megjelenése
- 1995-től napjainkig: Solaris

## Zeneipari tevékenységek
- 1993–2000: EMI Hanglemezkiadó – hazai kiadványok felelőse
- 2000–2010: Private Moon Kiadó – tulajdonos, ügyvezető igazgató
- 2005–2009: EMI Hanglemezkiadó – label direktor
- 2005–2015: Mahasz Felügyelő Bizottságának elnöke
- 2010–2012: az NKA Zenei Kuratóriumának tagja
- 2014-2021 az NKA Zenei Kuratóriumának tagja

## Zenekari társai
| - Nagyfi László – gitár - Gigor Károly – dob - Cziglán István – gitár - Erdész Róbert – orgona - Kollár Attila – fuvola - Tóth Vilmos – dob - Gömör László – dob - Raush Ferenc – dob - Tereh István – menedzser - Bogdán Csaba – gitár - Pócs Tamás – basszusgitár | - Cser György – ének - Patkó Béla-Kiki – ének - Bogdán Csaba – gitár - Berkes Gábor – billentyűs hangszerek - Raush Ferenc – dob - Tóth Vilmos – dob - Szentmihályi Gábor-Michel – dob - Szörényi Örs – dob - Tereh István – menedzser - Kelemen Tamás – gitár - Hastó Zsolt – dob | - Zsoldos Gábor (Dedy) – dob - Fehér Attila – gitár - Flipper Öcsi – ének - Popper Péter – billentyű - Mester Tamás – basszusgitár (később) - Tereh Öcsi – manager - Fenyő Miklós – menedzser |

## Produceri munkák
Az elmúlt 20 év kiadó munkássága alatt a teljesség igénye nélkül alábbi művészek és előadók albumain dolgozott:
| - Szandi - Kiki - Republic - Pierrot - Sipos F. Tamás - Fekete Vonat - L.L. Junior | - Bródy János - Halász Judit - Koncz Zsuzsa - Hupikék törpikék - Groovehouse - Baby Gabi | - Szekeres Adrien 2005 Olthatatlanul c. albumán dolgozott - Varga Miklós - Josh és Jutta - Mészáros Árpád Zsolt - Első Emelet - Illényi Katica |

Ágnes Vanilla

## Jelen
- 2006-ban a Solaris jubileumi koncertje
- 2008 Syma Csarnok, Első Emelet koncert
- 2008-13 Első Emelet koncertek
- 2008-ban újra kiadták Kisszabó Gábor 1992-ben megjelent Nyújtsd felém a kezed című szólólemezét, így az CD-n is elérhetővé vált.
- 2013. december 28-án Aréna,  Első Emelet koncert,

- 2022 április 28-án a Solaris együttes 40 éves koncerten lépett fel. 2022 december 28-án az Elsőp Emelet 40 & Berkes 60 koncerten lépett fel.
- 2022 december 28. Aréna, Első Emelet 40, Berkes 60 koncert

## Önálló albuma

### Nyújtsd felém a kezed (1992)
Kisszabó Gábor  szólólemeze „Nyújtsd felém a kezed” címmel 1992-ben jelent meg. 2008-ban újra kiadták CD-n.

Az album borítója

Számok listája
1. Kispesti álom
2. Jó estét szerelem
3. Búcsúzzunk ma el
4. Szomorú szombat, szomorú vasárnap
5. Három király
6. Utolsó tánc
7. Hazudd, hogy fáj
8. Nyújtsd felém a kezed
9. Szalmaláng
10. Ma éjjel